# James Dalrymple, 1:e viscount Stair
James Dalrymple, 1:e viscount Stair, född i maj 1619, död den 29 november 1695, var en skotsk jurist och statsman. Han var far till John Dalrymple, 1:e earl av Stair och David Dalrymple, 1:e baronet.
Dalrymple blev advokat i Edinburgh 1648, deltog 1649–1650 som utskickad till Holland i skottarnas underhandlingar med Karl II om dennes erkännande som kung och blev 1657 av Oliver Cromwell på Monks förslag utsedd till medlem av Skottlands högsta domstol, trots att han 1654 vägrat att avlägga trohetsed till republiken.
Indirekt bidrog Dalrymple till restaurationen genom att vid Monks avresa från Skottland 1659 tillråda denne att sammankalla ett fritt parlament. Han blev också nådigt bemött av Karl II och insattes 1661 av denne i den ombildade skotska högsta domstolen ("Court of Session"), vars president han blev 1670.
Dalrymple var sedan 1672 medlem av Skottlands parlament och tog där betydande del i flera viktiga lagstiftningsåtgärder samt måste, då han inför regenten Jakob Stuart 1679–1680 modigt uttalade sina strängt protestantiska åsikter, 1681 dra sig tillbaka till privatlivet och 1682 fly till Holland, där han bosatte sig i Leiden.
Han begagnade sin ledighet till att skriva Institutions of the Law of Scotland (1681), vilket utövat epokgörande inflytande på den skotska rättsutvecklingen, särskilt i riktning åt skotsk rätts befriande från den svårhanterliga prejudikatbörda, som utmärker den engelska rätten.
Likaså har hans arbete bidragit att i Skottland förhindra den för engelsk rätt karakteristiska dualismen mellan "law" och "equity". År 1688 återvände Dalrymple med Vilhelm av Oranien, återinsattes som president i "Court of Session" och upphöjdes 1690 till viscount Stair.
En av Dalrymples yngre söner, sir Hew Dalrymple (1652–1737), blev 1698 hans efterträdare som president i "Court of Session". Hans dotter Janets död 1669, en månad efter hennes bröllop, gav upphov till en sägentradition, som ligger till grund för Walter Scotts "Bruden från Lammermoor".